# Benahavís
Benahavís is een gemeente in de Spaanse provincie Málaga in de regio Andalusië met een oppervlakte van 145 km². Benahavís telt 7.342 inwoners (1 januari 2016). De gemiddelde hoogte boven de zeespiegel is 150 meter en de gemiddelde jaartemperatuur is 17° Celsius.
In 2014 woonden er 6660 mensen in Benahavís en woonden er wel 80 verschillende nationaliteiten waarvan het merendeel (25%) Brits was.
De naam Benahavís is afgeleid van het Arabische woord "ben" wat zoon betekent en de naam van een van de regeerders namelijk Havis.

## Demografische ontwikkeling
Bron: INE, 1857-2011: volkstellingen